# Philoponella lunaris
Philoponella lunaris là một loài nhện trong họ Uloboridae.
Loài này thuộc chi Philoponella. Philoponella lunaris được Carl Ludwig Koch miêu tả năm 1839.